# Chinese Volleyball League 2011-2012 (maschile)
La Chinese Volleyball League 2011-2012 si è svolta dal 2011 al 2012: al torneo hanno partecipato 12 squadre di club cinesi e la vittoria finale è andata per la decima volta, la nona consecutiva, allo Shanghai.

## Squadre partecipanti
| - Bayi - Beijing - Fujian - Hebei - Henan - Guangdong | - Jiangsu - Liaoning - Shandong - Shanghai - Sichuan - Zhejiang |

## Premi individuali[1]
| Premio               | Giocatrice  | Squadra  |
| -------------------- | ----------- | -------- |
| Miglior realizzatore | Chung King  | Bayi     |
| Miglior attaccante   | Xu Jingtao  | Bayi     |
| Miglior muro         | Xu Jingtao  | Bayi     |
| Miglior servizio     | Cui Jianjun | Henan    |
| Miglior allenatore   | Wang Jian   | Shanghai |

## Classifica finale[1]
| Pos | Squadra   | Verdetto                        |
| --- | --------- | ------------------------------- |
| 1   | Shanghai  | Al campionato asiatico per club |
| 2   | Bayi      |                                 |
| 3   | Liaoning  |                                 |
| 4   | Beijing   |                                 |
| 5   | Shandong  |                                 |
| 6   | Henan     |                                 |
| 7   | Zhejiang  |                                 |
| 8   | Guangdong |                                 |
| 9   | Jiangsu   |                                 |
| 10  | Sichuan   |                                 |
| 11  | Fujian    |                                 |
| 12  | Hebei     |                                 |